# ان‌جی‌سی ۹۴

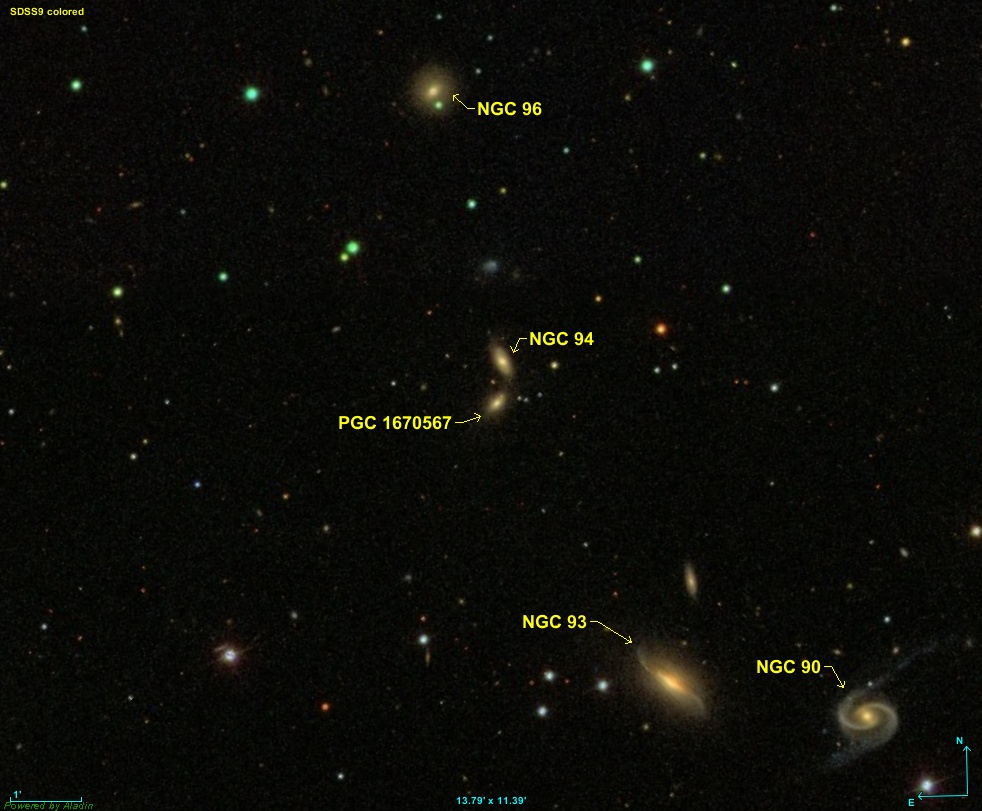
ان‌جی‌سی ۹۴

ان‌جی‌سی ۹۴ (به انگلیسی: NGC 94) یک کهکشان عدسی با قدر ظاهری ۱۵٫۶ است که در صورت فلکی زن برزنجیر قرار دارد.